# Championnats d'Europe de gymnastique rythmique 2007
Navigation
Édition précédente Édition suivante
Les championnats d'Europe de gymnastique rythmique 2007, vingt-troisième édition des championnats d'Europe de gymnastique rythmique, ont eu lieu du 28 juin au 1er juillet 2007 à Bakou, en Azerbaïdjan.